# مصطفى صادق الرافعي
مصطفى صادق الرافعي (1298- 1356 هـ / 1880- 1937 م) أديب ومفكر مصري، سوري الأصل. لقِّب بمعجزة الأدب العربي، وبشيخ أدباء العربية، ينتمي إلى مدرسة المحافظين وهي مدرسة شعرية تابعة للشعر الكلاسيكي.
تولَّى والده منصب القضاء الشرعي في كثير من أقاليم مصر، وكان آخر عمل له هو رئاسة محكمة طنطا الشرعية. أما والدة الرافعي فكانت سورية الأصل كأبيه وكان أبوها الشيخ الطوخي تاجرًا تسير قوافله بالتجارة بين مصر والشام، وأصله من حلب، وكانت ولادته في بهتيم من قرى محافظة القليوبية.

## نشأته
وُلد مصطفى صادق بن عبد الرزاق بن سعيد بن أحمد بن عبد القادر الرافعي العمري في يناير عام 1880م، في بيت جدِّه لأمِّه في قرية بهتيم بمحافظة القليوبية وعاش حياته في طنطا. يعود نسبه إلى الخليفة عمر بن الخطاب. دخل الرافعي المدرسة الابتدائية في دمنهور حيث كان والده قاضيًّا بها، وحصل على الشهادة الابتدائية بتفوق ثم أصيب بمرض يقال إنه التيفوئيد أقعده عدة شهور في سريره وخرج من هذا المرض مصابًا في أذنيه، واشتد به المرض حتى فقد سمعه تمامًا في الثلاثين من عمره. لم يحصل الرافعي في تعليمه النظامي على أكثر من الشهادة الابتدائية، مثله مثل العقاد في تعليمه، فكلاهما لم يحصل على غير الشهادة الابتدائية. وعلى فقده السمع كان الرافعي من أصحاب الإرادة الحازمة القوية فلم يعبأ بالعقبات، وإنما اشتد عزمه وأخذ نفسه بالجد والاجتهاد، وتعلم على يد والده وكان أكثر عمل عائلته في القضاء.

## وظيفته
كان كاتبًا ومقدِّرًا ماليًّا لرسوم القضايا والعقود في محكمة طلخا.

## حياته
لم يستمر الرافعي طويلا في ميدان الشعر، فقد انصرف عنه إلى الكتابة النثرية لأنه وجدها أطوع. وأمام ظاهرة انصرافه عن الشعر، يتبين أنه كان على حق في هذا الموقف؛ فعلى الرغم مما أنجزه في هذا الميدان الأدبي من نجاح، ورغم أنه استطاع أن يلفت الأنظار، إلا أنه في الواقع لم يكن يستطيع أن يتجاوز المكانة التي وصل إليها الشعراء الكبار في عصره، وخاصة أحمد شوقي وحافظ إبراهيم، فقد عبر هذان الشاعران عن مشاعر الناس وهمومهم في هذا الجيل.
ولعل الرافعي هو من أطلق أول صرخة اعتراض على الشعر العربي التقليدي في أدبنا، فقد كان يقول: «إن في الشعر العربي قيودًا لا تتيح له أن ينظم بالشعر كل ما يريد أن يعبر به عن نفسه» وهذه القيود هي الوزن والقافية. كانت وقفة الرافعي ضد قيود الشعر التقليدية أخطر وأول وقفة عرفها الأدب العربي في تاريخه الطويل، وأهمية هذه الوقفة أنها كانت في حوالي سنة 1910 وقبل ظهور معظم الدعوات الأدبية الأخرى التي دعت إلى تحرير الشعر العربي جزئيًا أو كليًا من الوزن والقافية.
الميدان الأول الذي انتقل إليه الرافعي، الذي كان مقيدًا بالوزن والقافية، هو ميدان النثر الشعري الحر في التعبير عن عواطفه العتيقة التي كانت تملأ قلبه ولا يتعداها إلى تصرفات تخرج به عن حدود الالتزام الأخلاقي والديني كما كان يتصوره. أما الميدان الثاني الذي خرج إليه الرافعي فهو ميدان الدراسات الأدبية وأهمها كان كتابه عن تاريخ آداب العرب، وهو كتاب بالغ القيمة، ولعله كان أول كتاب في موضوعه يظهر في العصر الحديث، لأنه ظهر في أوائل القرن العشرين وبالتحديد في سنة 1911. ثم كتب الرافعي بعد ذلك كتابه المشهور تحت راية القرآن وفيه يتحدث عن إعجاز القرآن. ويرد على آراء الدكتور طه حسين في كتابه المعروف باسم في الشعر الجاهلي.
يأتي الميدان الأخير، الذي تجلت فيه عبقرية الرافعي ووصل فيه إلى مكانته العالية في الأدب العربي المعاصر والقديم، وهو مجال المقال، والذي أخلص له الرافعي في الجزء الأخير من حياته وأبدع فيه إبداعاً عجيباً، وهذه المقالات جمعها الرافعي فكانت كتابه وحي القلم.

## مؤلفاته
1. ديوان الرافعي: (ثلاثة أجزاء) صدرت طبعته الأولى بين سنتي 1903 و1906. وقدم لكل جزء منها بمقدمة في معاني الشعر تدل على مذهبه ونهجه، وهي مذيلة بشرح يُنسب إلى أخيه محمد كامل الرافعي وإنما هي من إنشاء الرافعي.
2. ديوان النظرات: (شعر) صدرت طبعته الأولى عام 1908م.
3. ملكة الإنشاء: كتاب مدرسي يحتوي على نماذج أدبية من إنشائه، أعدّ أكثر موضوعاته وتهيأ لإصداره في سنة 1907، ونشر منه بعض النماذج في ديوان النظرات، ثم صرفته شؤون ما عن تنفيذ فكرته فأغفله، وقد ضاعت أصوله فلم يبقَ إلا النماذج المنشورة منه في ديوان النظرات.
4. تاريخ آداب العرب: (ثلاثة أجزاء) صدرت طبعته الأولى في جزأين عام 1329 هـ، 1911م. وصدر الجزء الثالث بعد وفاته بتحقيق محمد سعيد العريان وذلك عام 1359 هـ الموافق لعام 1940م. يراه أكثر الأدباء كتاب الرافعي الذي لا يعرفونه إلا به.
5. إعجاز القرآن والبلاغة النبوية: (وهو الجزء الثاني من كتابه تاريخ آداب العرب)، وقد صدرت طبعته الأولى باسم إعجاز القرآن والبلاغة النبوية عام 1928م.
6. حديث القمر: أول ما أصدر الرافعي في أدب الإنشاء، وهو أسلوب رمزي في الحب تغلب عليه الصنعة، أنشأه بعد رحلته إلى لبنان في سنة 1912 حيث التقى لأول مرة بالآنسة الأديبة ماري يني فكان بينهما ما كان.[9]
7. المساكين: سطور في بعض المعاني الإنسانية ألهمه إياها بعض ما كان في مصر من أثر الحرب العامة، صدرت طبعته الأولى عام 1917م.
8. نشيد سعد باشا زغلول: كتيّب صغير عن نشيده (اسلمي يا مصر) الذي أهداه إلى سعد زغلول في سنة 1923، طبع في المكتبة السلفية بالقاهرة؛ وأكثر ما في الكتاب من المقالات هو من إنشاء الرافعي أو إملائه.
9. النشيد الوطني المصري: (إلى العلا....) ضبط ألحانه الموسيقية الموسيقار منصور عوض.
10. رسائل الأحزان: كتاب أنشأه في سنة 1924 يتحدث فيه عن شيء مما كان بينه وبين فلانة، على شكل رسائل يزعم أنه من صديق يبثّه ذات صدره.
11. السحاب الأحمر: هو الجزء الثاني من قصة حب فلانة، أو الطور الثاني من أطواره بعد القطيعة، صدر بعد رسائل الأحزان بأشهر.
12. تحت راية القرآن: مقالات الأدب العربي في الجامعة، والرد على كتاب في الشعر الجاهلي لطه حسين. صدر في سنة 1926.
13. على السفود: وهو رد على عباس محمود العقاد، نشرته مجلة العصور في عهد منشئها الأول الأستاذ إسماعيل مظهر، ولم تذكر اسم مؤلفه ورمزت إليه بكلمة: إمام من أئمة الأدب العربي.
14. أوراق الورد: الجزء الأخير من قصة حبه، يقوم على رسائل في فلسفة الجمال والحب أنشأها ليصور حالاً من حاله فيما كان بينه وبين فلانة، ومما كان بينه وبين صديقته الأولى صاحبة حديث القمر.
15. رسالة الحج: أنشأه في صيف سنة 1935، استجابة لرأي صديقه حافظ عامر وإليه نسب!
16. وحي القلم، (ثلاثة أجزاء) وهو مجموعة فصول ومقالات وقصص كتب المؤلف أكثره لمجلة الرسالة القاهرية بين عامي 1934- 1937م. طبع منه جزان في حياته، ثم أعيد طبعه مع الجزء الثالث أكثر من مرة بعد موته. وفيها:
  1. اليمامتان
  2. الطفولتان
  3. في الربيع الأزرق
17. رسائل الرافعي، وهي مجموعة رسائل خاصة كان يبعث بها إلى محمود أبي رية، وقد اشتملت على كثير من آرائه في الأدب والسياسة ورجالهما.
18. السمو الروحي الأعظم والجمال الفني في البلاغة النبوية: وهو بحث نفيس أنشأه الرافعي جابة لدعوة جمعية الهداية الإسلامية بالعراق؛ لتنشره في ذكرى المولد النبوي سنة 1352 هـ. وهو منشور بتحقيق خلف، وقد قال في مقدمة تحقيقه عن هذا البحث : ((هو خليق بأن يصل ليد كل عربي قارئ، ومَقْمَنَةٌ لأن يُتلى على كل أمي عابئ)).
19. موعظة الشباب (مسرحية)[10]
20. رواية حسام الدين الأندلسي (مسرحية) طبعت بمطبعة الواعظ بمصر سنة 1322 هـ 1905م، ولم تذكر في كُتب مَن كَتب عن الرافعي، ولا حتى عند العريان.[10]
21. ألّف الرافعي النشيد الوطني التونسي بعد إضافة بيتين للشاعر أبو القاسم الشابي, وهو النشيد المعروف بحماة الحمى ومطلع القصيدة:[11]

## وفاته
في يوم الإثنين 29 صفر 1356 هـ الموافق 10 مايو 1937 م استفاق الرافعي لصلاة الفجر، ثم جلس يتلو القرآن، فشعر بحرقة في معدته، تناول لها دواء، ثم عاد إلى مصلاه، ومضت ساعة، ثم نهض وسار، فلمَّا كان بالبهو سقط على الأرض، ولما هب له أهل الدار وجدوه قد أسلم الروح، وحُمل جثمانه ودفن بعد صلاة الظهر إلى جوار أبويه في مقبرة العائلة في طنطا. توفي مصطفى صادق الرافعي عن عمر يناهز 57 عامًا.

## كتب ودراسات عنه
كُتب عن الرافعي عشرات الكتب والبحوث والدراسات والمقالات، ومن أشهر الكتب عنه:
- حياة الرافعي: محمد سعيد العريان، القاهرة، ط1، 1939م، ط3، 1955.
- مصطفى صادق الرافعي: د. كمال نشأت، سلسلة أعلام العرب (81)، القاهرة، نوفمبر 1968م.
- مع الرافعي الكاتب: عمر الدسوقي، مطبعة جامعة القاهرة، 1388هـ / 1969م.
- الإمام مصطفى صادق الرافعي: مصطفى نعمان البدري، دار البصري، بغداد، 1387هـ / 1968م.
- الرافعي الكاتب بين المحافظة والتجديد: مصطفى نعمان البدري، دار الجيل- بيروت ودار عمار- عمَّان، ط1، 1411هـ / 1991م (رسالة دكتوراه، دار العلوم، القاهرة).
- مصطفى صادق الرافعي حياته وأدبه: حسنين حسن مخلوف، كتاب الهلال (20)، دار الهلال، مصر، 1396هـ / 1976م.
- مصطفى صادق الرافعي فارس الكلمة تحت راية القرآن: د. محمد رجب البيومي، دار القلم، دمشق، سلسلة أعلام المسلمين.
- مصطفى صادق الرافعي والاتجاهات الإسلامية في أدبه: د. علي عبد الحليم محمود، شركة مكتبات عكاظ، السعودية، ط2، 1402هـ / 1982م.
- مصطفى صادق الرافعي رائد الرمزية العربية المطلّة على السوريالية: مصطفى علي الجوزو، دار الأندلس، بيروت 1985.
- مصطفى صادق الرافعي الناقد والموقف: إبراهيم الكوفحي، دار البشير- عمَّان ومؤسسة الرسالة- بيروت، ط1، 1418هـ / 1997م، سلسلة أعلام المسلمين في العصر الحديث.
- مصطفى صادق الرافعي كاتبا عربيًّا ومفكرًا إسلاميًّا: د. مصطفى الشكعة، الدار المصرية اللبنانية، ط3/ 1419هـ - 1999م.
- صون القريض نظرات الرافعي في الشعر والشعراء: د. عبدالرحمن بن حسن قائد، آفاق المعرفة، 2022م.[14]

## الآراء حوله
جاء في مقال للأستاذ وائل حافظ خلف نشرته مجلة المجتمع الكويتية في ذكرى وفاة الرافعي في 5 مايو 2012، بعنوان: (الرافعي نابغة الأدب وحجة العرب):
كتب إلى الرافعي الإمامُ محمد عبده: «ولدنا الأديب الفاضل مصطفى أفندي صادق الرافعي، زاده الله أدباً.. لله ما أثمر أدبك، ولله ما ضَمِن لي قلبُكَ، لا أقارضك ثناء بثناء؛ فليس ذلك شأن الآباء مع الأبناء، ولكني أَعُدك من خُلَّص الأولياء، وأُقدم صفك على صف الأقرباء.. وأسأل اللهَ أن يجعل للحق من لسانك سيفاً يمحق الباطل، وأن يُقيمَك في الأواخر مقامَ حَسَّانٍ في الأوائل، والسلام».
وقال الزعيم مصطفى كامل: «سيأتي يوم إذا ذُكر فيه الرافعيُّ قال الناس: هو الحكمة العالية مصوغة في أجمل قالب من البيان».
وقال واصفاً إياه السيدُ محمد رشيد رضا منشئُ مجلة «المنار»: «الأديب الأروع، والشاعر الناثر المبدع، صاحب الذوقِ الرقيق، والفهمِ الدقيق، الغواص على جواهر المعاني، الضارب على أوتار مثالثها والمثاني».
وقال عنه الأديبُ عباس محمود العقاد بعد وفاة الرافعي بثلاث سنين: «إن للرافعي أسلوباً جزلاً، وإن له من بلاغة الإنشاء ما يسلكه في الطبقة الأولى من كُتَّاب العربية المنشئين».
وقد قال قبلُ (قبل أن تدور رحى الحرب بينهما ببضع عشرة سنة): «إنه ليتفق لهذا الكاتب من أساليب البيان ما لا يتفق مثلُه لكاتب من كتَّاب العربية في صدر أيامها».
وخَطَّ شكيب أرسلان كلمةً رائعة. عنونها بـ«ما وراء الأكمة»، صدرها بقوله عن الرافعي: «حضرة الأستاذ العبقري، نابغة الأدبِ، وحجة العربِ».
وقال عنه المُحَدِّث أحمد محمد شاكر: «إمام الكُتَّاب في هذا العصر، وحُجَّة العرب».

## طالع أيضًا
- محمود محمد شاكر
- محمود الطناحي
- اسلمي يا مصر

## وصلات خارجية
- مصطفى صادق الرافعي على موقع أرشيف الشارخ.
- صفحة مصطفى صادق الرافعي على موقع أبجد
- صفحة اقتباسات مصطفى صادق الرافعي على موقع أبجد
- بوابة الشعراء: ديوان مصطفى صادق الرافعي